# Игра с огнём (фильм, 1990)
«Игра с огнём» (англ. The Hot Spot) — кинофильм снятый в жанре неонуар (также встречается русский перевод названия, как «Горячее местечко», «Горячая точка»). Экранизация произведения Чарльза Уильямса.

## Сюжет
Бродяга по имени Харри (Дон Джонсон) прибывает в крохотный, захолустный городок и устраивается на работу в небольшой компании по продаже подержанных автомобилей, в которой явно привлекает его не заработок, а молодая и загадочная девушка Глория (Дженнифер Коннелли). Жена владельца компании, красивая и коварная женщина по имени Долли (Вирджиния Мэдсен), сразу же замечает статного и немножко грубоватого представителя сильного пола и пытается его соблазнить, что ей легко удаётся сделать. Расчётливая и хитрая дама намеревается использовать его в своих далеко идущих планах, но до поры до времени обстоятельства не позволяют ей заманить его в свои сети.
У самого Харри тоже есть планы. Он мечтает разбогатеть и бросить свою скучную, малооплачиваемую работу. Вскоре, случайное событие подсказывает ему способ осуществления своей мечты. Однажды, проходя мимо местного банка, он с удивлением обнаруживает, что в здании нет ни одного сотрудника (кроме директора). Оказывается, все сотрудники банка были заняты тушением пожара (в маленьких американских городках пожарные команды иногда формируются из добровольцев или людей, работающих по совместительству). У Харри возникает идея: устроить пожар и использовать этот момент для ограбления банка. Он устраивает пожар в соседнем здании с помощью простого устройства, а сам в это время, успешно грабит банк, прячет деньги в своём автомобиле, припаркованном у банка, и отправляется пешком в сторону горящего здания, чтобы обеспечить себе алиби. Однако в здании оказался человек, и Харри явно не желая быть замешанным ещё и в убийстве, спасает его из огня. Местный шериф (Барри Корбин), допросив директора банка, выходит на след Харри и арестовывает его. Теперь ему грозит многолетний тюремный срок. Но неожиданно в полицейское управление звонит Долли и говорит шерифу, что «своими глазами видела», что Харри находился у горящего здания с самого начала пожара и потому не мог в тот момент быть в банке. Шериф неохотно отпускает Харри на свободу.
Теперь у Долли есть все возможности для шантажа Харри. Ей достаточно позвонить шерифу снова и сказать ему, что ошиблась. В разговоре с Харри, она намекает ему, что хотела бы избавиться от своего ненавистного мужа, который, по её словам, страдает болезнью сердца. «Моему муженьку нельзя волноваться» — доверительно сообщает она, — «ещё один инфаркт — и он сыграет в ящик». Харри наотрез отказывается убивать её мужа. Постепенно, он начинает испытывать неприязнь к Долли и отдаляться от неё. В то же время его чувства к Глории становятся все сильнее. У Харри и Глории начинается роман. Глория скромна и слегка наивна, но вскоре она раскрывает ему свою тайну. Оказывается её шантажирует Саттон, один из клиентов компании, и она крадет деньги из кассы, чтобы платить ему за молчание, иначе он поведает всем, что у неё была лесбийская связь с девушкой, которая покончила самоубийством из-за шантажа того же Саттона, которая в придачу была дочерью женщины которая воспитывала Глорию. Гарри выясняет отношения с Саттоном, пытаясь вразумить его грубой силой. Харри игнорирует всё более и более настойчивые телефонные звонки от Долли. Когда же он в открытую отвергает Долли, она намекает ему о мести. В это же время Саттон приезжает к ним в офис и заявляет, что он все знает об ограблении, и что к следующему утру Харри должен ему новую машину взамен старой, а также украденные деньги. В ту же ночь Харри достает часть денег из тайника, который находится у хижины Саттона. Внезапно он слышит стоны женщины, когда он вбегает в хижину из неё выбегает женщина, лица которой он не видит. Но он видит туфли Глории и деньги у кровати, тогда Саттон заявляет, что это была Глория. Харри убивает Саттона в драке. Но ему удается инсценировать все так, что полиция принимает Саттона за грабителя банка, а Харри причитается вознаграждение в 25000 долларов за поимку преступника. Харри предлагает Глории выйти замуж и уехать с ним на Карибы. Глория принимает его предложение.
Между тем, Долли доводит своего мужа до сердечного приступа и тот отправляется в мир иной. Она снова звонит Харри и просит его приехать к ней. Харри отказывается. Тогда Долли звонит ничего не подозревающей Глории и просит её приехать вместе с Харри. По просьбе Глории Харри отправляется вместе с ней к Долли. И вот они у дверей вдовы. Только тут Харри замечает, что туфли Глории на месте и понимает, что за всем стоит Долли, у которой были точно такие же. Долли, с ехидной улыбкой, передаёт Харри якобы записи покойного мужа, в которых по её словам содержатся идеи по ведению компании. В них, по её словам, говорится, что он будет управляющим компанией. И якобы она копию сделала и для своего адвоката и для Глории. Но оказывается, что это вовсе не дневники покойного, а записка, в которой рассказывается, что совершил Харри. А также она сообщает Глории о том, что она знает, что Глория воровала из кассы и якобы об этом ей сообщил сам Харри, но сама она прощает её и разрешает выплачивать долг постепенно. Глория уходит со слезами на глазах. После её ухода Харри пытается задушить Долли, но прекращает это не доведя до рокового конца. Харри смеется, но это смех обреченного. В итоге ему не остается ничего как жениться на Долли, ведь Долли «всегда добивается своего». В финале Долли и Харри едут в её кабриолете и Харри произносит: «Видимо я это заслужил».

## Съёмки
Чарльз Уильямс написал сценарий по мотивам собственного романа совместно с Нона Тайсон в 1962 году. Он писался под актёра Роберта Митчума . Много лет спустя Деннис Хоппер нашёл сценарий и обновил его. Режиссёр описал фильм как «Последнее танго в Техасе . Настоящий горячий, кипящий материал».
Первоначально сцена спальни требовала, чтобы Мэдсен появлялась обнаженной, но она решила надеть неглиже, так как чувствовала, что «Мало того, что обнаженная натура слаба, так она еще и не позволяла зрителям раздеть ее». Хоппер позже признал, что Мэдсен права.
Режиссёр впоследствии поделился свои ощущениями от работы с Джонсоном:
«Он был не так уж плох. С ним было много людей. Он привёл на этот фильм двух телохранителей, повара, тренера, а теперь, дайте-ка поглядеть, пилота вертолёта, на котором они прилетели, очень гламурного, двух водителей секретаря и, о да, его собственного стилиста, гримёра, и собственного костюмера. Поэтому, когда он шел к съёмочной площадке, с ним всегда было пять человек».
Джонсон нашёл подход Хоппера к киносъёмкам «немного разочаровывающим, должен вам сказать» — позднее вспоминал он.
Хоппер снимал фильм в Техасе впоследствии описав это «самой жаркой, самой палящей погодой, которую вы могли себе представить». Сперва съёмки проходили в Тейлоре, штат Техас, особенно в его знаковом даунтауне, окрестностях Остина, а также в Лулинге. Сцены плавания были сняты в знаменитом заповеднике Гамильтон Пул к западу от Остина.